# Rozérieulles
Rozérieulles és un municipi francès, situat al departament del Mosel·la i a la regió del Gran Est. L'any 2007 tenia 1.350 habitants.

## Demografia

### Població
El 2007 la població de fet de Rozérieulles era de 1.350 persones. Hi havia 492 famílies, de les quals 92 eren unipersonals (48 homes vivint sols i 44 dones vivint soles), 152 parelles sense fills, 232 parelles amb fills i 16 famílies monoparentals amb fills.
La població ha evolucionat segons el següent gràfic:
Habitants censats

### Habitatges
El 2007 hi havia 526 habitatges, 502 eren l'habitatge principal de la família, 1 era una segona residència i 23 estaven desocupats. 430 eren cases i 95 eren apartaments. Dels 502 habitatges principals, 368 estaven ocupats pels seus propietaris, 125 estaven llogats i ocupats pels llogaters i 9 estaven cedits a títol gratuït; 2 tenien una cambra, 9 en tenien dues, 44 en tenien tres, 92 en tenien quatre i 355 en tenien cinc o més. 422 habitatges disposaven pel capbaix d'una plaça de pàrquing. A 177 habitatges hi havia un automòbil i a 287 n'hi havia dos o més.

### Piràmide de població
La piràmide de població per edats i sexe el 2009 era:
| Homes | Edats   | Dones |
| ----- | ------- | ----- |
| 0     | 95 o +  | 0     |
| 0     | 90 a 94 | 0     |
| 0     | 85 a 89 | 0     |
| 0     | 80 a 84 | 4     |
| 20    | 75 a 79 | 36    |
| 12    | 70 a 74 | 8     |
| 16    | 65 a 69 | 20    |
| 36    | 60 a 64 | 28    |
| 36    | 55 a 59 | 44    |
| 36    | 50 a 54 | 60    |
| 60    | 45 a 49 | 24    |
| 56    | 40 a 44 | 48    |
| 96    | 35 a 39 | 84    |
| 44    | 30 a 34 | 52    |
| 20    | 25 a 29 | 36    |
| 44    | 20 a 24 | 12    |
| 36    | 15 a 19 | 40    |
| 36    | 10 a 14 | 44    |
| 68    | 5 a 9   | 60    |
| 32    | 0 a 4   | 48    |

## Economia
El 2007 la població en edat de treballar era de 904 persones, 658 eren actives i 246 eren inactives. De les 658 persones actives 622 estaven ocupades (336 homes i 286 dones) i 36 estaven aturades (16 homes i 20 dones). De les 246 persones inactives 71 estaven jubilades, 114 estaven estudiant i 61 estaven classificades com a «altres inactius».

### Ingressos
El 2009 a Rozérieulles hi havia 519 unitats fiscals que integraven 1.439,5 persones, la mediana anual d'ingressos fiscals per persona era de 22.669 €.

### Activitats econòmiques
Dels 58 establiments que hi havia el 2007, 3 eren d'empreses alimentàries, 2 d'empreses de fabricació d'altres productes industrials, 10 d'empreses de construcció, 4 d'empreses de comerç i reparació d'automòbils, 1 d'una empresa de transport, 7 d'empreses d'hostatgeria i restauració, 3 d'empreses d'informació i comunicació, 2 d'empreses immobiliàries, 10 d'empreses de serveis, 11 d'entitats de l'administració pública i 5 d'empreses classificades com a «altres activitats de serveis».
Dels 15 establiments de servei als particulars que hi havia el 2009, 1 era un guixaire pintor, 2 fusteries, 3 lampisteries, 2 electricistes, 2 perruqueries, 1 veterinari, 2 restaurants i 2 salons de bellesa.
Dels 4 establiments comercials que hi havia el 2009, 3 eren fleques i 1 una peixateria.

## Equipaments sanitaris i escolars
L'únic equipament sanitari que hi havia el 2009 era una farmàcia.
El 2009 hi havia 1 escola maternal i 1 escola elemental.

## Poblacions més properes
El següent diagrama mostra les poblacions més properes.